# Purged
Purged ist eine australische Thrash-Metal-Band aus Melbourne, die im Jahr 1995 gegründet wurde.

## Geschichte
Die Band wurde im Januar 1995 gegründet. Im März nahm sie ein Demo unter der Leitung von Mark McCormack in den St. Andrews Studios auf. Von dem Demo wurde 500 Kopien in Australien verkauft. Im September spielte die Band als Vorgruppe für Deicide. Im Oktober spielte die Band auf dem Festival Hall und spielte dabei zusammen mit White Zombie.
Das Label Stubble Records wurde auf die Band aufmerksam. Aus dem Plattenvertrag entstand das Debütalbum Form of Release, das zwischen Januar und März 1996 in den St. Andrews Studios von Mark McCormack aufgenommen wurde. Verwaltet wurde die Veröffentlichung von Shock Records. Das Album wurde am 19. August 1996 veröffentlicht. Im September belegte das Album den 11. Platz in den australischen Hard Music Charts und im Oktober den 8. Platz. Das Album wurde auch in Europa, Asien und den USA im Jahr 1997 über Metal Blade Records veröffentlicht.
Im Jahr 1999 wurde das Album Balance of Power über Stubble Records veröffentlicht.

## Diskografie
- 1995: Demo 95 (Demo, Eigenveröffentlichung)
- 1996: Form of Release (Album, Stubble Records / Shock Records)
- 1999: Balance of Power (Album, Stubble Records)